# Trantlebeg
Trantlebeg (Schots-Gaelisch: Tranntail Beag) is een dorp ongeveer 2 kilometer ten zuiden van Croick in de Schotse lieutenancy Sutherland in het raadsgebied Highland.